# Val van het communisme

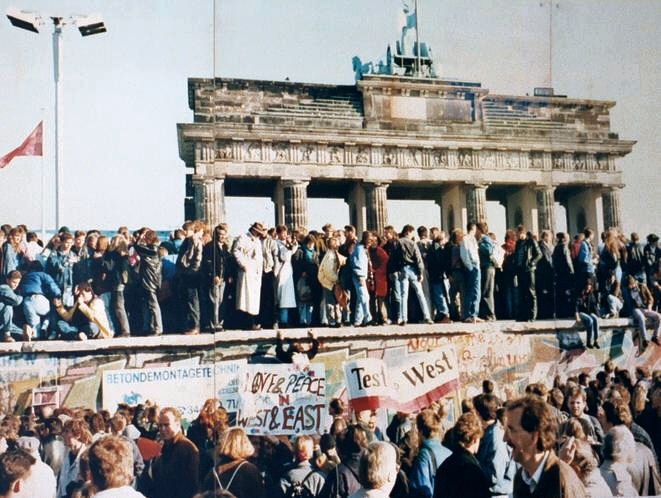
De val van de Berlijnse Muur vond plaats op 9 november 1989

De val van het communisme vond plaats aan het eind van de 20e eeuw en werd gekenmerkt door hervormingen in de Sovjet-Unie vanaf halverwege de jaren 80 die uiteindelijk tot diens opheffing in 1991 leidde, anti-communistische revoluties in het Oostblok in 1989 en de val van de Berlijnse Muur gevolgd door de Duitse Wende en hereniging.

## Verloop
Onder invloed van de ideologie van glasnost (politieke openheid; vrijheid) en perestrojka (economische vernieuwing; geleidelijke overgang naar communisme met elementen van een vrije markteconomie), ingevoerd door Sovjetleider Michail Gorbatsjov in 1986, ging er een nieuwe wind waaien door de communistische regimes. Gorbatsjov besefte dat de oude vorm van het communisme had afgedaan en dat het communistisch systeem hervormd moest worden. Het volk werd tot dan onderdrukt, vrije meningsuiting bestond niet en het ging al jaren economisch slecht, mede door de uitgaven aan de wapenwedloop, maar ook door corruptie en gebrek aan innovatie. De periode van Sovjet-leider Leonid Brezjnev (1964-1982) stond bekend als De Grote Stagnatie.
In Polen was in 1982 met moeite de vrije vakbond Solidarność de kop ingedrukt, die voor onrust bij de machthebbers zorgde, ook in Moskou. De Sovjet-Unie stond op de rand van de economische afgrond wat Gorbatsjov bij zijn aantreden in 1985 dwong tot radicale hervormingen. Er kwam een einde aan de almacht van de communistische partij in de Sovjet-Unie. Omdat het Oostblok onder invloed lag van de Sovjet-Unie, zagen deze landen in dat de tijd ook bij hen rijp was voor hervormingen én dat de Sovjet-Unie niet meer zou binnenvallen om een revolutie te belemmeren, zoals eerder tijdens de Hongaarse Opstand (1956) en de Praagse Lente (1968) het geval was.
De hervormingspolitiek van Gorbatsjov had tot gevolg dat in 1989, het jaar van de revoluties, bijna alle communistische regimes uit de Oost-Europese landen, tot dan bekend als Oostbloklanden, verdwenen. Polen beet in de lente van dat jaar de spits af met onderhandelingen die zouden leiden tot de eerste vrije verkiezingen achter het IJzeren Gordijn. De sinds 1961 beruchte Berlijnse Muur (hét symbool van de Koude Oorlog) als afgesloten grens tussen Oost- en West-Berlijn, werd op 9 november 1989 geopend. Dit historische feit wordt symbolisch gezien als de val van het communisme. Kort daarna ging de rest van het IJzeren Gordijn open. Tegen 1990, in een paar maanden tijd, waren de meeste Oostbloklanden overgestapt naar een parlementaire democratie. Deze gebeurtenissen namen de voedingsbodem van de Koude Oorlog weg. Deze eindigde rond 1991, toen de Sovjet-Unie zich als staat ophief en transformeerde naar het Gemenebest van Onafhankelijke Staten (GOS).

## Landen

### Europa
- Polen: 4 juni 1989. De vrije vakbond Solidarność (solidariteit), dwong de communistische regering door middel van stakingen en onderhandelingen tot vrije verkiezingen. Op 4 juni vonden deze plaats: de eerste vrije verkiezingen achter het IJzeren Gordijn. De communistische Poolse Verenigde Arbeiderspartij (PZPR) leed zware verliezen. Op 25 augustus werd de niet-communist Tadeusz Mazowiecki als premier geïnstalleerd. Op het laatste partijcongres van de PZPR, in januari 1990, hief deze zichzelf op.
- Hongarije: oktober 1989. Revolutie in Hongarije, de meest liberale staat van het Warschaupact. Sinds 1988 werd al gesproken over een terugkeer naar een meerpartijenstelsel. In 1989 werden de leiders van de opstand van 1956 in ere hersteld. De Hongaarse regering onderstreepte vanaf nu de relaties met het Westen en het IJzeren Gordijn: de grens met Oostenrijk werd opengezet op 23 augustus 1989. In oktober 1989 hief Volksrepubliek Hongarije zichzelf op en werd ze vervangen door de Republiek Hongarije.
- Duitse Democratische Republiek (DDR): Na op 7 oktober het 40-jarig bestaan van de republiek nog groots te hebben gevierd, werd Erich Honecker op 18 oktober afgezet als partijleder en volgde zijn ontslag als staatshoofd. Op 9 november ging de grens tussen Oost- en West-Berlijn open. De Berlijnse muur 'viel'. Kort daarna werd ook de oostgrens opengesteld. Wat bijna niemand voor mogelijk hield: binnen een jaar, in oktober 1990, werden Oost- en West-Duitsland herenigd tot één republiek.
- Bulgarije: 10 november 1989. Todor Zjivkov werd afgezet als partijleider en op 16 november volgde zijn ontslag als staatshoofd. In beide functies werd hij opgevolgd door de toenmalige minister van Buitenlandse Zaken, Petar Mladenov. Zjivkov werd vervolgens in staat van beschuldiging gesteld wegens wanbeleid en schending van de mensenrechten. Het Politbureau, de regering en andere machtsorganen werden eind 1989 gezuiverd van aanhangers van Zjivkov. Begin 1990 begon de Bulgaarse Communistische Partij (BKP), na massale protestdemonstraties van de bevolking, een rondetafeldialoog met de oppositie. Die gesprekken resulteerden in het toelaten van nieuwe politieke partijen, vrije verkiezingen in juni 1990 en het schrappen van de leidende rol van de communistische partij uit de grondwet.
- Tsjecho-Slowakije: 17 november 1989. Na het zien van de gebeurtenissen in de rest van het Oostblok, begonnen de Tsjecho-Slowaken met massale demonstraties. Op 28 november gaf de Communistische Partij van Tsjecho-Slowakije (KSČ) haar monopolie-positie op en op 29 december werd Václav Havel, lid van de dissidentenbeweging Charta 77, tot president gekozen. Het succesvolle einde van de vreedzame Fluwelen Revolutie.
- Roemenië: 21 december 1989. Op 16 december 1989 leidde de poging om dominee László Tőkés, een etnische Hongaar, te deporteren tot onrust in Timişoara. Steeds meer mensen voegden zich bij de mensenmassa en samen met het leger bevrijdden ze de stad. De veiligheidsdienst Securitate leverde dagenlang strijd met de bevolking. Een paar dagen later braken grote protesten uit in de hoofdstad Boekarest. Meer dan 100.000 mensen verzamelden zich voor het hoofdkwartier van de communistische partij. Het leger weigerde het vuur te openen op de massa, en werkte uiteindelijk zelfs samen met het volk. De laatste toespraak van president Nicolae Ceauşescu op 22 december, vanaf het paleisbalkon, liep uit op een volksopstand tegen hem. De president en zijn vrouw Elena moesten vluchten. Ze ontsnapten uit hun paleis met een helikopter, maar werden al na enkele uren gearresteerd. Na een schijnproces op kerstdag 1989 werden ze beiden geëxecuteerd. Deze revolutie was de enige bloedige val van het communisme in een Oost-Europees land, en heeft vermoedelijk meer dan 1200 mensen het leven gekost.
- Joegoslavië: januari 1990. Na de dood van de Joegoslavische leider Josip Tito in mei 1980 stak het nationaliteitenprobleem in de Balkan, dat Tito jarenlang probeerde te onderdrukken, weer de kop op. Op het congres van de Joegoslavische communistische partij in januari 1990 wilden de Sloveense communisten een meerpartijenstelsel en daarnaast meer autonomie voor de communistische partijen van de diverse republieken. De Servische communisten vreesden opsplitsing van Joegoslavië (en aantasting van hun macht). Uiteindelijk gaf de Joegoslavische communistische partij haar leidende rol op. Voor de Slovenen was dit niet genoeg. Slovenië en Kroatië, de welvarendste deelstaten van Joegoslavië wilden echter hun onafhankelijkheid. De Sloveense communistische partij besloot op haar eigen congres in februari tot ontwerp van een nieuw sociaaldemocratisch verkiezingsprogramma. Zij veranderde haar naam in Partij van Democratische Vernieuwing. In april 1990 werden in Slovenië en Kroatië de eerste vrije verkiezingen gehouden, uitmondend in een overwinning voor de anticommunistische coalities. De onvrede tussen de Joegoslavische staten en nationaliteiten mondde in 1991 uit in de Joegoslavische Burgeroorlog, die tot 1999 zou duren.
- Albanië: juni 1991. In Albanië werden in december 1989 en januari 1990 demonstraties voor democratische hervormingen met geweld uiteengeslagen. In juli 1990 mochten bijna 5000 Albanezen, die in buitenlandse ambassades hun toevlucht hadden gezocht, het land verlaten. In maart 1991 werden onder toezicht van westerse waarnemers vrije verkiezingen georganiseerd. Het gebrek aan ervaring met kapitalisme leidde echter tot een wildgroei aan op ponzifraude gebaseerde investeringsfondsen; toen deze in 1996-97 allemaal omvielen leidde dit tot een landsbrede anarchie. Wapendepots, aangelegd door de communistische regering, werden geplunderd, en een deel van deze wapens vond uiteindelijk zijn weg naar de Kosovo-oorlog.
- Sovjet-Unie: 25 december 1991. In 1991 besloot de Sovjet-Unie zich bij meerderheid van stemmen op te heffen, maar dit was een formeel sluitstuk van een proces waarin de sovjetrepublieken zich vanaf 1990 een voor een onafhankelijk hadden verklaard. De staatsgreep in Moskou in augustus 1991 was het doodvonnis van de Sovjet-Unie, waarna de tien overgebleven sovjetrepublieken zich ook onafhankelijk verklaarden. De hervormingsgezinde Michail Gorbatsjov, de Secretaris-generaal van de Communistische Partij van de Sovjet-Unie, had sinds zijn aantreden in 1985 vele hervormingen doorgevoerd onder de noemers glasnost en perestrojka om zo de Sovjet-Unie te revitaliseren. Het bleek de zuurstof in de maatschappij die de omwenteling en de val van de Sovjet-Unie juist mogelijk maakte. Onder Gorbatsjov werd ook het INF-verdrag gesloten. In de Sovjet-Unie bestond er officieel geen religie en was het Russisch de lingua franca. Al in de nadagen van de Sovjet-Unie braken etnische en separatistische gewapende conflicten uit, waaronder in Armenië, Georgië en Moldavië. Deze bleven ook decennialang onopgelost.
  - Rusland: verklaarde zich in december 1991 onafhankelijk. Het land werd daarna geplaagd door wetteloosheid en oligarchie. Het land beleefde tijdens de jaren 1990 een grote economische, sociale en demografische crisis. De Russisch-Orthodoxe Kerk herwon macht. Pas met het aantreden van Vladimir Poetin in 2000 zou Rusland weer een stabiel leiderschap krijgen. Poetin bracht echter ook stapsgewijs de onderdrukking en dictatuur terug in Rusland. Het onafhankelijke Rusland werd internationaal als opvolger van de Sovjet-Unie erkend, met behoud van zowel diens rechten in de Verenigde Naties, inclusief permanente zetel in de Veiligheidsraad en het vetorecht. Het behield alle kernwapens van de Sovjet-Unie. Dit arsenaal werd op grond van internationale afspraken vastgelegd in het Strategic Arms Reduction Treaty (1993), het Strategic Offensive Reductions Treaty (2002) en New START (2011) en kostenoverwegingen ingekrompen. Ook de rest van de Russische strijdkrachten kromp. Het land pleegde niettemin militaire operaties in Moldavië 1990-1992, tegen islamitische opstandelingen in Tsjetsjenië 1994-1996 en 1999-2009, in Georgië (1991-1993 en 2008) en Oekraïne 2014-nu.
  - In Estland, Letland en Litouwen werd op 23 augustus 1989 de Baltische Weg gevormd, een vreedzame demonstratie tegen Russische bezetting. Zij verklaarden zich in maart-mei 1990 onafhankelijk van de Sovjet-Unie.  Sinds 2004 zijn de Baltische landen lid van Europese Unie en de NAVO.
  - Wit-Rusland: verklaarde zich in augustus 1991 onafhankelijk. Is een Ruslandgezinde dictatuur;
  - Oekraïne: verklaarde zich in augustus 1991 onafhankelijk. Is kandidaat-lidstaat voor de Europese Unie en streeft naar NAVO lidmaatschap. Russische invasies in 2014 en 2022;
  - Moldavië: verklaarde zich in augustus 1991 onafhankelijk. Is kandidaat-lidstaat voor de EU en streeft naar NAVO-lidmaatschap, maar Russische bezetting van Transnistrië;
  - Georgië: verklaarde zich in april 1991 onafhankelijk. Is kandidaat-lidstaat voor de EU en streeft naar NAVO-lidmaatschap. Afscheidingsoorlogen in Abchazië (1992-1993) en Zuid-Ossetië (1991-1992) met steun van Rusland. Sinds de Russisch-Georgische Oorlog van 2008 worden deze twee gebieden door Rusland bezet;
  - Armenië: verklaarde zich in augustus 1990 onafhankelijk. Oorlogen met het Azerbeidzjan om Nagorno-Karabach (1988-1994, 2020 en 2023);
  - Azerbeidzjan: verklaarde zich in augustus 1991 onafhankelijk. Oorlogen met Armenië om Nagorno-Karabach 1988-1994, 2020 en 2023.
  - Kazachstan: verklaarde zich in december 1991 onafhankelijk.
  - Kirgizië: verklaarde zich in augustus 1991 onafhankelijk.
  - Oezbekistan: verklaarde zich in augustus 1991 onafhankelijk.
  - Tadzjikistan: verklaarde zich in september 1991 onafhankelijk. Tadzjiekse Burgeroorlog in 1992-1997
  - Turkmenistan: verklaarde zich in oktober1991 onafhankelijk.

### Afrika
- Angola: de regerende MPLA regering beschouwde het marxisme-leninisme niet langer als haar ideologie in 1991
- Benin: de regering schafte het marxisme-leninisme af in 1990
- Congo: de regering schafte het marxisme-leninisme af in 1990
- Ethiopië: de regering werd verslagen door het Ethiopisch Volksrevolutionair Democratisch Front
- Madagaskar: de president werd afgezet[bron?]
- Mali: de president werd afgezet door middel van een coup
- Mozambique: de regering schafte het marxisme-leninisme af
- Tanzania: de regering schafte het marxisme-leninisme af

### Midden-Oosten
- Afghanistan: de regering viel nadat de Sovjet-unie zijn troepen had teruggetrokken en Rusland zijn olielevering had stopgezet in 1992. De moedjahedien, die aanvankelijk door de Verenigde Staten en doorlopend door Pakistan werden gesteund, kwamen aan de macht. Uiteindelijk konden ook zij de eenheid niet bewaren en ontstond een burgeroorlog, waaruit de Taliban als winnaar uit de strijd kwam met de Noordelijke Alliantie die het noorden beheerste.
- Zuid-Jemen Zuid-Jemen schafte zijn marxistisch-leninistische ideologie af en herenigde met het kapitalistische Noord-Jemen wat later leidde tot een burgeroorlog

### Azië
- Volksrepubliek China: de regering had al in de jaren 70 kapitalistische economische hervormingen doorgevoerd. De relatie met de Sovjet-unie en later Rusland, die sinds de jaren ´70 zeer slecht was geweest, normaliseerde.
- India: India schafte de socialistische economie af en onderging economische hervormingen
- Noord-Korea: alle verwijzingen naar het marxisme-leninisme in de grondwet werden verwijderd, maar het bewind bleef repressief. Noord-Korea leunde meer en meer op een eigen ideologie: juche.
- Vietnam: in de jaren 80 had de regering net als China al kapitalistische economische hervormingen doorgevoerd.
- Cambodja: Vietnam was in 1979 het land binnengevallen, had een nieuwe regering gevestigd en de Rode Khmer afgezet. Deze voerden echter een guerillastrijd, gesteund door China, de VS en Thailand. Het uiteenvallen van de Sovjet-unie en de diskreditering van het communisme leidde tot een vermindering van steun van de Sovjet-unie en dat leidde ertoe dat Vietnam de dure bezettingstroepen terugtrok. Echter, de Rode Khmer was zelf al zwaar verzwakt door interne strijd, bovendien vonden de Verenigde Staten, China en Thailand het niet nodig hen nog langer te steunen. Pol Pot werd door zijn eigen medestrijders gevangen en overleed onder onduidelijke omstandigheden, vrij snel daarna gaven de laatste Rode Khmerstrijders zich over. Cambodja schafte de socialistische economie af, onderging economische hervormingen, en voerde in 1993 de monarchie weer in. Ook kreeg deze nieuwe Cambodjaanse regering in 1993 zijn zetel in de VN weer terug, die tot dusverre met Amerikaanse steun door de Rode Khmer ingenomen was.

## Gevolgen

### Inleiding
De gevolgen van deze omwenteling verschilden van land tot land. Dit was deels te wijten aan de verschillende transities van een planeconomie naar een markteconomie en deels aan de mate van democratisering na de omwenteling. Zo onderging Polen van alle landen de hardste transitie van een planeconomie naar een markteconomie (schoktherapie) maar koos het bewust om geen, algemene, zuivering van het communistische apparaat door te voeren. Hongarije en Tsjechië deden dat grotendeels wel. Bijna alle landen voerden wel direct de democratische vrijheden in, dat wil zeggen persvrijheid, algemeen kiesrecht, enz. Het aanvankelijke enthousiasme onder de bevolking temperde enigszins toen de gevolgen van de nieuwe markteconomie duidelijk werden.

### Effecten op niet-communistische landen

#### Omwentelingen
De omwentelingen hadden ook hun effect op niet-communistische landen en andersom. Door het wegvallen van de communistische dreiging viel de steun van het niet-communistische kamp voor bepaalde regimes eveneens weg en kwamen deze ten val.
- Hoewel de EDSA-revolutie in 1986 in de Filipijnen eigenlijk losstond van de revoluties van 1989, vervulde deze toch met zijn geweldloosheid een zekere voorbeeldfunctie. Bovendien waren de traditionele bondgenoten als de VS met het toen al afnemen van de spanningen met de USSR minder geneigd een figuur als Marcos te blijven steunen;
- In 1990 vond de Duitse Hereniging plaats; de DDR werd opgenomen in de BRD. Hierdoor moest het westen grote investeringen in de nieuwe oostelijke deelstaten doen. Er was in teleurstelling na de euforie van 1990; in het westen over de economische last die het oosten bleek te zijn, en in het oosten over het uitblijven van de economische opleving. Dit leidde tot een opleving van extreemrechts, met name in het oosten;
- Het apartheidsregime in Zuid-Afrika, dat al politiek geïsoleerd was, verloor met het wegvallen van de dreiging van het communisme als dreiging de laatste goodwill bij de VS en bondgenoten. Dit leidde tot omwentelingen en de val van de apartheid in 1994;
- In Somalië verloor president Siad Barre, die aanvankelijk door de Verenigde Staten was gesteund tegen het door de Sovjet-Unie gesteunde Ethiopië, steeds meer macht en uiteindelijk zijn presidentschap, toen er steeds meer verzet tegen zijn bewind ontstond. Dit leidde tot het uitbreken van de Somalische Burgeroorlog
- Noord- en Zuid-Jemen begroeven de strijdbijl en verenigden. Het nieuwe verenigde Jemen bleek echter erg instabiel;
- In Zaïre kwam dictator Mobutu Sese Seko alleen te staan nu het westen geen reden meer zag hem nog te steunen. De bevolking had ook meer dan genoeg van hem. De gebeurtenissen in Rwanda fungeerden als katalysator tot de Congolese Burgeroorlog van 1996. Hierbij werd zijn regime door Laurent Kabila omvergeworpen;
- In Irak had Saddam Hoessein jaren lang succesvol de VS en de USSR tegen elkaar uitgespeeld, waardoor hij altijd een grote mogendheid achter zich had staan. Toen hij in 1990 Koeweit binnenviel bleek hij zich volledig in de gewijzigde internationale situatie te hebben verkeken, en steunde de USSR hem niet terwijl de VS vierkant achter Koeweit en een coalitie tegen Irak opbouwde. Dit leidde tot de Golfoorlog.
- In Chili trad Pinochet in 1990 af en keerde het land terug naar de democratie.

#### Andere veranderingen
Ook binnen de landen van het westelijk blok, waaronder Nederland had de val van het communisme (indirecte) gevolgen:
- De geopolitieke positie van de Verenigde Staten was flink versterkt, zij bleven als enige echte supermacht over. Deze periode van relatieve hegemonie duurde van ongeveer 1991 tot ca. 2020 en werd gekenmerkt door Amerikaanse financiële dominantie, een sterke Amerikaanse soft power, en eenzijdig militair optreden van de VS en bondgenoten. Voorbeelden waren de bombardementen in de Joegoslavische oorlogen in 1999, de Oorlog in Afghanistan (2001-2021) in 2001, de invasie van Irak in 2003, de steun voor de onafhankelijkheid van Kosovo en Israëlische annexaties. Een ander voorbeeld dat de Amerikaanse (economische) hegemonie aanduidde was FATCA, waarbij landen zich eenzijdig jegens de VS verplichtten inlichtingen te verzamelen over Amerikaanse belastingplichtigen ten behoeve van Amerikaanse belastingheffing.
- De val van het communisme discrediteerde linkse bewegingen en ideologie. De belangstelling voor communistische ideeën en partijen liep sterk terug.
- Dit beeld werd versterkt tijdens de jaren 1990, toen Rusland en andere voormalige communistische landen kampten met overgangsperikelen terwijl de Verenigde Staten onder de regering-Clinton (evenals Nederland tijdens de Paarse kabinetten) constante sterke economische groei produceerde (de ´Goldilocks-jaren´). Bovendien werd met het wegvallen van de Koude Oorlogsdreiging het minder belangrijk gevonden bepaalde belangrijke bedrijven in staatshanden te laten of tot staatsmonopolie te maken. Een liberaliseringsgolf was het gevolg waarin ook landen die het Rijnlandse Model volgden meer naar het Anglosaksische Model gingen neigen en een neoliberaal beleid gingen voeren, met Nederland wederom als voorbeeld.
- West-Europese landen kregen te maken met immigratie uit voormalig communistische landen. Deze goedkope krachten waren gewild in onder andere de tuinbouw en de bouw.
- Met het wegvallen van de communistische dreiging kwam de focus meer te liggen op immigratieproblematiek en de radicale islam, wat versterkt werd door de machtsovername van de Taliban in Afghanistan en 11 september. De Iraakse nederlaag in de Golfoorlog en de Russische terugtrekking uit Afghanistan, hadden bovendien onbedoeld de positie van de Iraanse theocratische regering versterkt.
- Rusland begon op zijn grondstoffen te kapitaliseren en werd een steeds belangrijker energie-exporteur. Bovendien was met de Iraakse nederlaag in de Golfoorlog de vrees van Iraakse dominantie in de Golf verdwenen, terwijl Irak nog wel (beperkt) olie mocht exporteren en de OPEC als kartel niet goed functioneerde door de storende factor die Irak was. Het gevolg was een periode van relatief goedkope olie- en energieprijzen.
- Het wegvallen van de tweedeling gaf een impuls aan globalisering.

### Heimwee naar het communisme
Bij opiniepeilingen blijkt dat er in Oost-Europa nog een aanzienlijk deel van de bevolking hun situatie tijdens het communisme beter vond. De uitkomsten wisselen van land tot land en van peiling tot peiling:
- Armenië: 66 procent betreurde het uiteenvallen van de Sovjet-Unie en maar 12% vond het een goede zaak.[1]
- Oost-Duitsland: 57 procent verdedigde de voormalige Duitse Democratische Republiek.[2] Een terugverlangen naar de tijd van de DDR wordt aangeduid met de term Ostalgie, en inspireerde verschillende films.
- Hongarije: 72 procent vond het leven beter onder het communisme.[3]
- Kirgizië: 61 procent betreurde het uiteenvallen van de Sovjet-Unie en maar 16% vond het een goede zaak.[1]
- Oekraïne: 56 procent betreurde het uiteenvallen van de Sovjet-Unie en maar 23% vond het een goede zaak.[1]
- Roemenië: 63 procent vond het leven beter onder het communisme.[4]
- Rusland: 60 procent vond het leven beter onder het communisme en maar 7% niet.[5]
- Servië: 81 procent vond het leven het best in het voormalige Joegoslavië.[6]
- Slowakije: 66 procent vond het leven beter onder het communisme.[7]

Een deel van de verklaring is te vinden in hooggespannen verwachtingen die niet uitgekomen zijn, terwijl de zekerheden die het communisme bood (zoals de baangarantie) verdwenen.